# Robert William Chambers

Firma di Chambers

Robert William Chambers (Brooklyn, 26 maggio 1865 – New York, 16 dicembre 1933) è stato uno scrittore e pittore statunitense.

## Biografia
Nacque a Brooklyn, New York, dall'avvocato William P. Chambers e da Caroline Chambers, diretta discendente del Roger Williams che fondò Providence. Il fratello di Robert, Walter Boughton Chambers, era un famoso architetto. Robert entrò a far parte della Art Students' League quando aveva vent'anni e conobbe l'artista Charles Dana Gibson. Studiò a Parigi alla École des Beaux-Arts e all'Académie Julian dal 1886 al 1893, e le sue prime opere furono esposte al Salon del 1889.
Al suo ritorno a New York, divenne illustratore per le riviste Life, Truth e Vogue; successivamente, per motivi non accertati, decise di rivolgere la propria attenzione alla scrittura e produsse il suo primo romanzo, In the Quarter. La sua opera letteraria più famosa, tuttavia, è senza dubbio The King in Yellow, un'antologia di racconti brevi legati al tema di un terribile libro, cui si fa riferimento nel titolo, che porta alla pazzia coloro che lo leggono. Questa tematica verrà ripresa da H.P. Lovecraft per il suo Necronomicon.
Raggiunta la popolarità, Chambers continuò a scrivere romanzi di stampo principalmente romantico ed ottenne uno dei maggiori successi del tempo. Nel 1898 sposò Elsa Vaughn Moller da cui ebbe un figlio, Robert Edward Stuart Chambers, che sotto lo pseudonimo di Robert Husted Chambers avrebbe poi ottenuto anch'egli un certo successo come autore. Riguardo all'opera di Chambers hanno scritto, oltre a Lovecraft, Frederic Taber Cooper e Sunand Tryambak Joshi nel suo famoso The Evolution of the Weird Tale.

## Opere
- In the Quarter (1894)

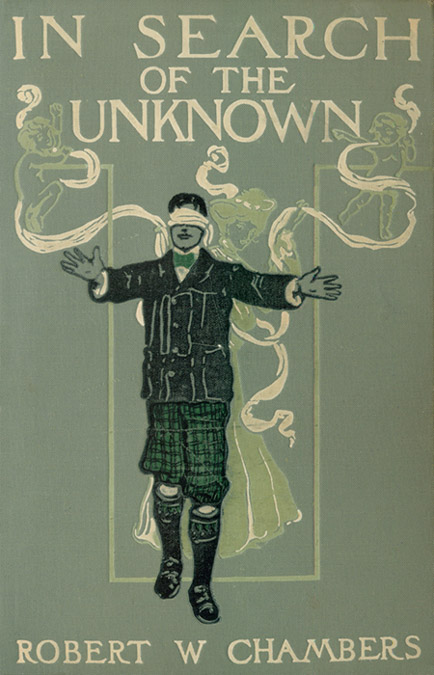
In Search of the Unknown

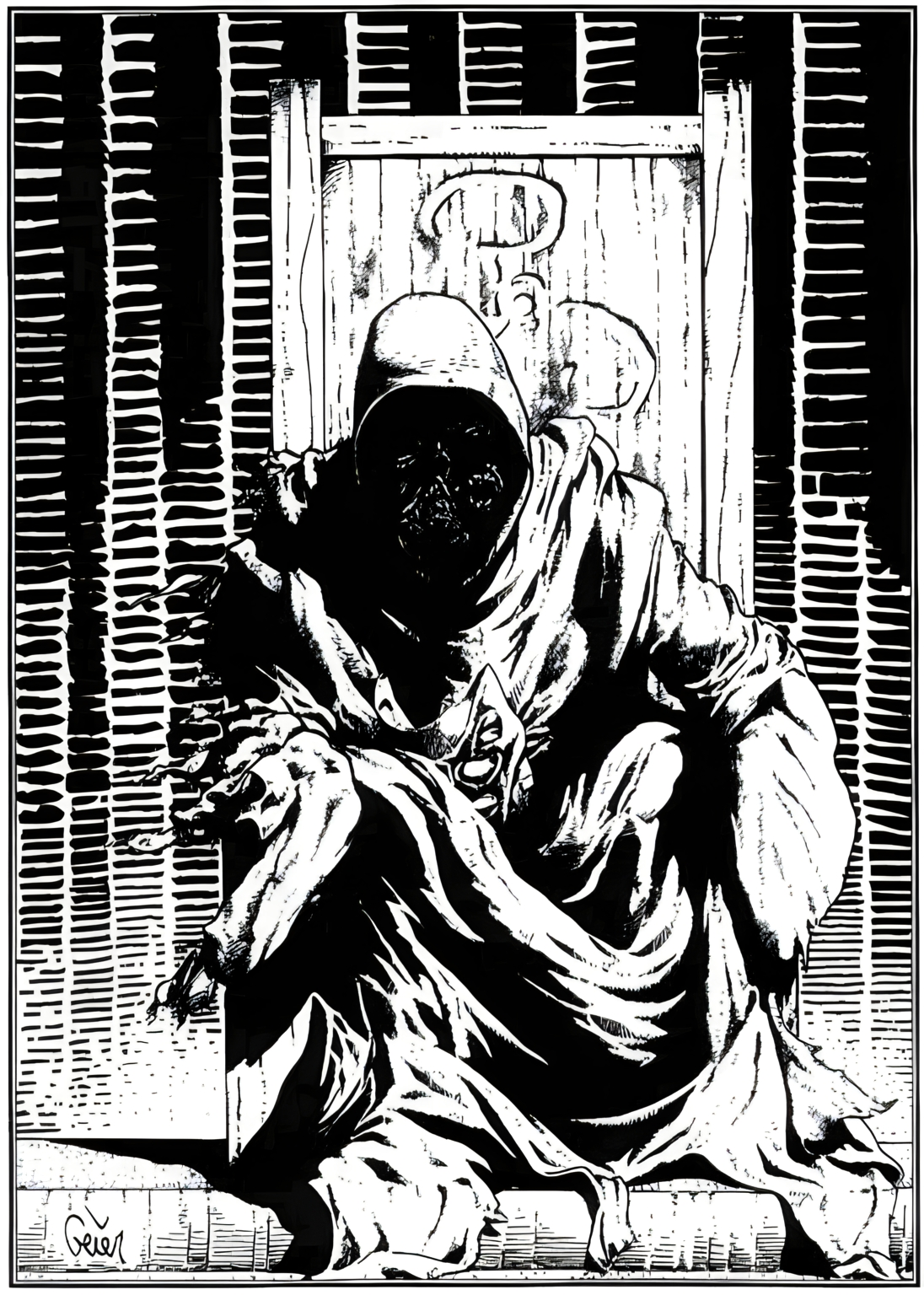
The King in Yellow

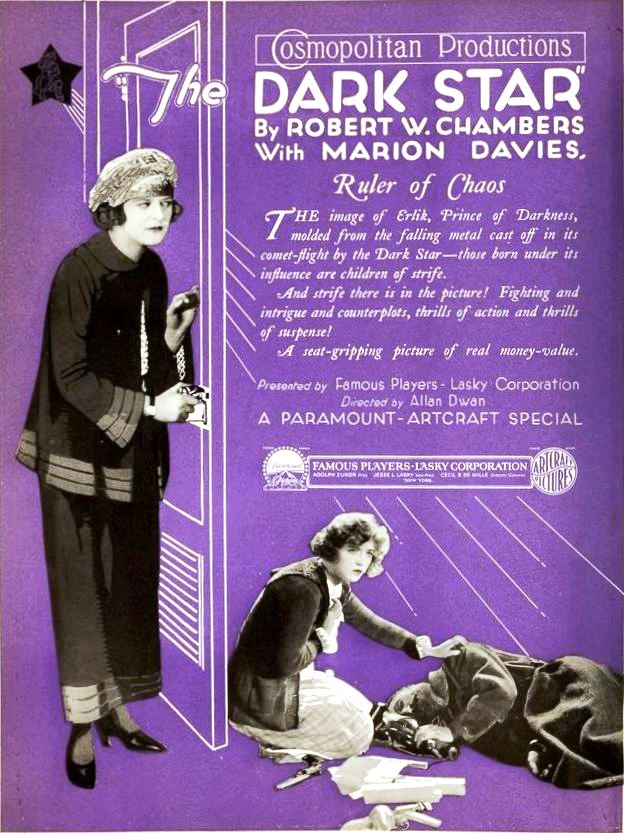
The Dark Star, film con Marion Davies (1919)

- Il Re Giallo (1895) – short stories
- The Red Republic (1895)
- The Maker of Moons (1896) – short stories
- A King and A Few Dukes (1896)
- With the Band (1896)
- The Mystery of Choice (1897) – short stories
- Lorraine (1898)
- Ashes of Empire (1898)
- The Haunts of Men (1898) – short stories
- Outsiders (1899)
- The Cambric Mask (1899)
- The Conspirators (1899)
- Cardigan (1901)
- The Maid-at-Arms (1902)
- The Maids of Paradise (1903)
- In Search of the Unknown (1904)
- A Young Man in a Hurry (1904) – short stories
- The Reckoning (1905)
- Iole (1905)
- The Tracer of Lost Persons (1906)
- The Fighting Chance (1906)
- The Tree of Heaven (1907) – short stories
- The Younger Set (1907)
- Some Ladies in Haste (1908)
- The Firing Line (1908)
- Special Messenger (1909)
- The Danger Mark (1909)
- The Green Mouse (1910)
- Ailsa Paige (1910)
- The Common Law (1911)
- The Adventures of a Modest Man (1911)
- Blue-Bird Weather (1912)
- The Streets of Ascalon (1912)
- The Japonette (1912)
- The Gay Rebellion (1913)
- The Business of Life (1913)
- Quick Action (1914)
- The Hidden Children (1914)
- Anne's Bridge (1914)
- Between Friends (1914)
- Who goes There! (1915)
- Athalie (1915)
- Police!!! (1915) – short stories
- The Girl Philippa (1916)
- The Better Man (1916) – short stories
- The Dark Star (1917)
- The Barbarians (1917)
- The Laughing Girl (1918)
- The Restless Sex (1918)
- The Moonlit Way (1919)
- In Secret (1919)
- The Crimson Tide (1919)
- A Story of Primitive Love (1920)
- The Slayer of Souls (1920)
- The Little Red Foot (1920)
- The Flaming Jewel (1922)
- The Talkers (1923)
- Eris (1923)
- The Hi-Jackers (1923)
- America; or, The Sacrifice (1924)
- The Mystery Lady (1925)
- Marie Halkett (1925)
- The Man They Hanged (1926)
- The Drums of Aulone (1927)
- The Sun Hawk (1928)
- The Rogue's Moon (1928)
- The Happy Parrot (1929)
- The Painted Minx (1930)
- The Rake and the Hussy (1930)
- War Paint and Rouge (1931)
- Gitana (1931)
- Whistling Cat (1932)
- Whatever Love Is (1933)

## Chambers e il cinema

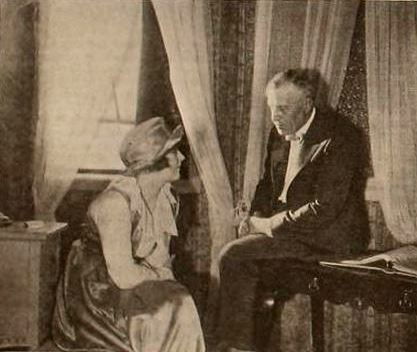
Marion Davies con Chambers

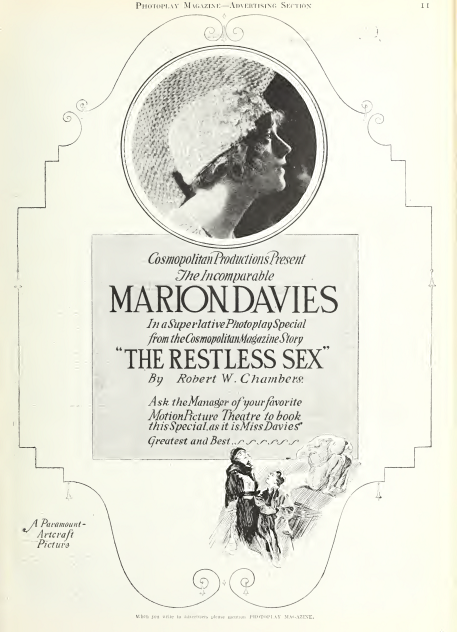
Marion Davies in The Restless Sex

Il suo nome appare in circa una trentina di film che si basano sui suoi romanzi e sulle sue storie. Fu anche presentatore di La canzone dell'anima, un film del 1920 diretto da John W. Noble e interpretato da Vivian Martin.

### Film tratti da opere di Chambers
- The Common Law, regia di Albert Capellani, interpretato da Clara Kimball Young - dal suo romanzo (1916)
- The Girl Philippa, regia di S. Rankin Drew, interpretato da Anita Stewart - dal romanzo My Girl Philippa (1916)
- The Fighting Chance interpretato da Violet Horner - dal suo romanzo (1916)
- The Hidden Children, regia di Oscar Apfel, interpretato da May Allison - dal suo romanzo (1917)
- The Fettered Woman, regia di Tom Terriss, interpretato da Alice Joyce dal romanzo Anne's Bridge (1917)
- Who Goes There?, regia di William P.S. Earle interpretato da Corinne Griffith - dal suo romanzo (1917)
- The Business of Life, regia di Tom Terriss - interpretato da Alice Joyce - dal romanzo omonimo (1918)
- The Danger Mark, regia di Hugh Ford interpretato da Elsie Ferguson (1918)
- The Woman Between Friends, regia di Tom Terriss interpretato da Alice Joyce - dal romanzo Between Friends (1918)
- The Cambric Mask, regia di Tom Terriss interpretato da Maurice Costello e Alice Joyce - dal romanzo omonimo del 1899 (1919)
- The Firing Line, regia di Charles Maigne, interpretato da Irene Castle (1919)
- The Turning Point, regia di J.A. Barry, interpretato da Katherine MacDonald - dal romanzo pubblicato su Cosmopolitan (1920)
- Cardigan, regia di John W. Noble - romanzo e sceneggiatura (1922)
- The Common Law, regia di George Archainbaud, interpretato da Corinne Griffith - dal suo romanzo (1923)
- Scadenza tragica (Between Friends), regia di Stuart Blackton interpretato da Anna Q. Nilsson - dal romanzo Between Friends (1924)
- The Common Law, regia di Paul L. Stein, interpretato da Constance Bennett - dal suo romanzo (1931)
- L'agente n. 13, regia di Richard Boleslawski, interpretato da Marion Davies e Gary Cooper - dalle storie Secret Service Operator 13 (1934)
- True Detective - Prima stagione (serie tv), regia di Cary Fukunaga, interpretato da Matthew McConaughey e Woody Harrelson - dalle storie The King in Yellow (1895)[3]